# Pallisentis ussuriensis
Pallisentis ussuriensis är en hakmaskart som först beskrevs av Kostylev 1941.  Pallisentis ussuriensis ingår i släktet Pallisentis och familjen Quadrigyridae. Inga underarter finns listade i Catalogue of Life.